# Kiouaz Dospanova
Kiouaz Dospanova (russe : Хыйуаз Каировна Доспанова), née le 15 mai 1922 à Atyraw dans la région de Gouriev et morte le 20 mai 2008, est une aviatrice kazakhe. Elle reçoit le titre d'« Héroïne du Kazakhstan » pour ses services rendus après l'indépendance du pays.

## Biographie

### Enfance
Née dans l'Oblys d'Atyraw, aujourd'hui au Kazakhstan, elle rêve dès le plus jeune âge d'être pilote. Après avoir fini l'école secondaire, elle devient une pilote réserviste. Quand la Seconde Guerre mondiale éclate, elle fait une demande pour entrer à la Zhukovsky Air Force Academy de Moscou, mais elle est refusée, l'académie étant réservée aux hommes ; elle entre alors dans un institut médical, en 1941.

### Carrière militaire
Quand elle apprend la formation du 588e NBAP par Marina Raskova, une unité de l'armée de l'air entièrement féminine, elle fait une demande pour entrer à l'université d'aviation de Saratov. En 1942, elle intègre le 588e NBAP sous le commandement de la pilote Ievdokia Berchanskaïa, et effectue 300 heures de vol en combat comme navigatrice et artilleuse, atteignant le rang de senior lieutenant,.
Lors d'un atterrissage après une mission en 1943, le Polikarpov Po-2 de Dospanova et de sa pilote Julia Paskova entre en collision avec un autre Po-2. Les deux pilotes de l'autre avion décèdent sur le coup et Paskova meurt pendant son opération, quelques heures plus tard ; Dospanova est considérée comme morte, ne bougeant pas, mais les infirmières finissent pas se rendre compte qu'aucune rigidité mortelle ne l'envahit. Elle subit alors plusieurs opérations sur quelques jours. Elle développe une gangrène dans les jambes mais un des docteurs refuse de l'amputer. Dospanova doit porter des plâtres pendant quelques semaines puis, après les avoir retiré, elle marche avec une canne. Elle retrouve son régiment mais a régulièrement besoin d'assistance pour entrer et sortir de son avion, et finit par prendre la place de chef des communications après la mort de l'ancienne cheffe, Valentina Stoupina.
L'aéroport international d'Atyraw est rebaptisé en son honneur.

## Distinctions
- Ordre de l'Étoile rouge[2]
- Ordre de la Guerre patriotique[2] - 1re et 2e classe
- Héroïne du Kazakhstan[5]